# Lophoplusia
Lophoplusia is een geslacht van vlinders van de familie Uilen (Noctuidae), uit de onderfamilie Plusiinae.

## Soorten
- L. giffardi Swezey, 1913
- L. psectrocera Hampson, 1913
- L. pterylota Meyrick, 1904
- L. violacea Swezey, 1920